# Октябрьское (Донецкий городской совет)
Октябрьское / Кисличье (укр. Кисличе) — село на Украине, административно подчинено Моспинскому горсовету Пролетарского района города Донецка. Находится под контролем самопровозглашённой Донецкой Народной Республики.

## География
В различных районах Донецкой области имеется ещё 7 одноимённых населённых пунктов, например, сразу 2 в Тельмановском районе: сёла Октябрьское (Мичуринского сельского совета) и Октябрьское (Коньковского сельского совета).

#### Соседние населённые пункты по странам света
С: Маяк
СВ: Высокое, Межевое, Грузско-Зорянское
СЗ, З: город Донецк
В: Грузско-Ломовка
ЮЗ: Ларино
ЮВ: город Моспино
Ю: Темрюк, Гришки

## История
12 мая 2016 года Верховная Рада Украины присвоила селу название Кисличье в рамках кампании по декоммунизации на Украине. Переименование не было признано властями самопровозглашенной ДНР.

## Общая информация
Площадь — 0,43 км кв. Почтовый индекс — 83499. Телефонный код — 622.

## Население
| Год  | Количество жителей |
| ---- | ------------------ |
| 1989 | 104                |
| 2001 | 78                 |
| 2011 | 65                 |
| 2013 | 80                 |

## Адрес местного совета
83492, Донецкая область, Донецкий горсовет, г. Моспино, ул. Кооперативная, 22, тел. 221-71-12